# Electrawinds
Electrawinds is een Belgisch energiebedrijf dat internationaal actief is in de hernieuwbare energie. Het ontwikkelt en beheert projecten inzake zonne-energie, windenergie, afvalverbranding, en de productie van biodiesel.
Het bedrijf raakte eind 2012 in financiële moeilijkheden. De sterke politieke banden met sp.a-boegbeeld Johan Vande Lanotte, de grote betrokkenheid van de overheid door investeringsmaatschappijen en subsidieprogramma's, de aanwezigheid van belangenconflicten en de betrokkenheid van vele kleine particuliere beleggers (Groenkracht als tweede zaak-Arcopar) leidden ertoe dat het bedrijf veelbesproken was in de aanloop naar de verkiezingen van 2014. Een overnamebod door de Waalse intercommunale TECTEO (thans Publifin) lag ter goedkeuring bij de Arbeidsrechtbank en werd op 22 april 2014, na goedkeuring door de schuldeisers, door de rechtbank aanvaard.

## Financiële problemen
In november 2012 besliste Electrawinds zich terug te trekken uit VLEEMO, de projectontwikkelaar van het grootste ‘onshore’ windpark in België te Antwerpen. De energieproducent Aspiravi, eveneens een aandeelhouder van VLEEMO, nam het belang van 25%, over. In het jaarverslag wordt tevens bekendgemaakt dat een kapitaalverhoging van 100 miljoen euro en de succesvolle herfinanciering van de schulden ‘cruciaal zijn voor het voortbestaan van Electrawinds en voor de verdere ontwikkeling van de activiteiten’.
Midden 2013 bleek dat Electrawinds zo’n 150 miljoen euro vers geld nodig had, nadat het bedrijf op het nippertje een wanbetaling vermeed. Dat was te danken aan een overbruggingskrediet van onder meer de Vlaamse Energieholding (VEH) (€ 10 miljoen) en van de Federale Participatie- en Investeringsmaatschappij (vroeger Federale Participatiemaatschappij) (€ 2,5 miljoen). De bankkredieten werden voorwaardelijk verlengd tot midden december van dat jaar. Schuldeisers zoals de Participatiemaatschappij Vlaanderen (PMV) en de Federale Participatiemaatschappij zouden ook bereid zijn om een deel van hun schulden om te zetten in aandelen. In september raakte echter bekend dat de PMV haar investering wil recupereren, door haar putoptie uit te oefenen. Volgens voorzitter Jo Cornu situeerden de problemen zich niet bij de gerealiseerde projecten, maar bij de financiering van de holding. Die moest zware rentelasten betalen op de leningen voor de opgestarte projecten, maar tot die leningen zijn afbetaald zou ze onvoldoende inkomsten uit die projecten krijgen.
Eind november 2013 ging Electrawinds niet in op een 'reddingsvoorstel' van Gimv en Fortino ten belope van € 47 miljoen, mogelijks vanwege de grote verwatering voor bestaande aandeelhouders. Het liet echter ook weten dat er slechts een week tijd zou zijn om een oplossing te vinden, anders volgde het faillissement. Er kwam echter uitstel en er werd verder gewerkt en naar oplossingen gezocht.

## Betrokkenheid overheid
In de loop van de jaren investeerden de Vlaamse en Federale overheid in totaal 150 miljoen euro in het bedrijf. Dit gebeurde via investeringsvehikels waar de overheid direct of indirect controle over heeft: Gimv (53 miljoen euro), Federale Participatie- en Investeringsmaatschappij (32,5 miljoen euro), Participatiemaatschappij Vlaanderen, Gigarant en de Vlaamse energieagentschap (deze laatste drie in handen van de Vlaamse overheid: 42 miljoen euro), de Gemeentelijke Holding (in handen van de gemeentes, 10 miljoen euro), en Belfius bank (staatseigendom: 12 miljoen euro). Door deze kapitaalsinjecties controleert het FPIM 6,3% en Belfius Bank 3,1% van de aandelen. De overige kapitaalinjecties gebeurden in de vorm van achtergestelde leningen en kapitaalsgaranties waardoor de overheidsfondsen slechts een minimaal stuk van het aandelenkapitaal verwierven en dus ook minimale zeggenschap. Het is onwaarschijnlijk dat deze subsidies nog gerecupereerd kunnen worden.
In de periode 2006 - 2011 ontving Electrawinds zes miljoen euro aan subsidies zoals investeringssteun en ecologiepremies. Daarnaast wordt de werking van Electrawinds gesteund door de uitgifte van groenestroomcerticaten. Naar schatting ontvangt Electrawinds elk jaar 50 miljoen euro aan groenestroomcertificaten.

## Belangenconflicten

### Participaties familie Desender
De oprichters van Electrawinds, Paul Desender, Luc Desender en Paul Vandekerckhove bezitten 43,1% van de aandelen. Een deel van de participatie gebeurt via 40 miljoen euro privéleningen (Winpar) Over deze externe financiers bestaat veel onduidelijkheid, ze zouden aandelen en activa van Electrawinds in onderpand hebben gekregen. Dit leidde tot belangenconflicten bij de familie Desender, die aan de ene kant hun bedrijf wilden redden, maar aan de andere kant hun privéleningen wilden veilig stellen. Dit leidde tot een patstelling en het afzetten van Luc Desender door de rechtbank van koophandel als voorzitter.

### Groenkracht
Om de lopende projecten te kunnen financieren werd een onafhankelijke coöperatieve vennootschap opgericht om groenestroomprojecten te ondersteunen.
In de praktijk werden enkel Electrawindsprojecten gesteund, opnieuw met achtergestelde leningen. Begin 2014 bleek verder dat directeurs van Electrawinds (Jurgen Ackaert, Peter Goderis, Jan Dewulf en Filip Dewulf) elk aanzienlijk (met geleend geld) in Electrawinds hadden geïnvesteerd, en dus een sterke financiële motivatie hadden om het geld van Groenkracht enkel in Electrawinds te investeren.

### Johan Vande Lanotte
Het boek De keizer van Oostende beschrijft hoe Vande Lanotte als minister van de Noordzee het pad effende voor 'zijn' bedrijf Electrawinds om groene-energieprojecten uit te voeren. Door het invoeren van een subsidieregeling door groene stroomcertificaten, het invoeren van speciale belastingregels voor windmolenparken en het bemoeilijken van concurrerende partijen (een samenwerking van Electrabel en Jan De Nul) kon Vande Lanotte de positie versterken en Electrawinds naar de felbegeerde concessies leiden. Hier zou Vande Lanotte door zijn voorzitterschap van Electrawinds rechtstreeks voordeel uit gehaald hebben.

## Overzicht projecten
Het bedrijf had eind 2013 275 MWp productiecapacititeit, dit komt overeen met de productie van 311 GWh:
- biomassacentrales, in Oostende en Moeskroen;
- afvalverbrandingsinstallatie ('biostoom'), in Oostende;
- productie biodiesel, in Sluiskil en Servië;
- onshore en offshore windenergie, met meer dan 100 windturbines verspreid over België, Frankrijk, Italië, Bulgarije, Roemenië, Ierland en Zuid-Afrika.[16] Een deel van deze projecten werd ondertussen verkocht.

Om break-even te draaien werd een desinvesteringsprogramma doorgevoerd waarbij wordt gefocust op wind en biomassa, en drie regio’s: België-Frankrijk; Servië-Roemenië, en Kenia. Dit betekent dat heel wat projecten, onder andere de biostoominstallatie in Oostende, van de hand werden gedaan. Zo werden de projecten met zonne-energie eind 2013 als onderdeel van een herstructureringsprogramma verkocht.

## Reddingsplan
Het reddingsplan voor Electrawinds werd op 22 april 2014 goedgekeurd door een meerderheid van de schuldeisers. De rechtbank van Koophandel van Brugge-Oostende deelde daarop mee dat de meeste windactiviteiten van Electrawinds konden worden verkocht aan de Waalse intercommunale TECTEO.
Het plan van TECTEO betekende de overname van de windactiviteiten en de daarmee gepaard gaande activa van Electrawinds nv om ze onder te brengen in een vennootschap onder de naam "Elicio". De activiteiten werden overgenomen voor de prijs van 1 euro, mits ook overname van de schulden. De Waalse intercommunale liet de schuld aan de banken, circa 1,35 miljoen euro, bij Electrawinds. De  institutionele schuldeisers (GIMV en Participatiemaatschappij Vlaanderen) waren voordien al vergoed. Groenkracht, dat de sleutel in handen had, krijgt 17 miljoen euro van Electrawinds, waarmee de coöperanten 86 procent van hun investering terugkrijgen.
Na deze verkoop blijft een restactiviteit die gewoon onder de naam Electrawinds nv verdergaat. Daarin steken biomassa-activiteit en een paar windactiviteiten. Als schulden blijven voornamelijk leningen bij banken over.